# غوتفريد كونز
غوتفريد كونز هو سياسي سويسري، ولد في 12 ديسمبر 1859 في Zauggenried ‏ في سويسرا، وتوفي في 5 يناير 1930 في برن في سويسرا. نشط حزبياً في الحزب الديمقراطي الحر. وقد انتخب رئيس مجلس الولايات السويسري ‏ وانتخب عضو مجلس الولايات السويسري ‏.